# Marquesado de la Granja (1679)
El marquesado de la Granja es un título nobiliario español de carácter hereditario que fue concedido por el rey Carlos II de España por Real decreto de 12 de junio de 1679 (Real despacho del 30 de agosto del mismo año) en favor de Nicolás Fernández de Córdoba y Ponce de León, general de las galeras de Nápoles y de las Indias, miembro del Consejo de Guerra, caballero de la Orden de Santiago.
Su denominación hace referencia a la Granja o Torre de la Granja en el término de Jerez de los Caballeros.

## Marqueses de la Granja
- Nicolás Fernández de Córdoba y Ponce de León (Marchena, 1626-1683), I marqués de la Granja,[2] hijo de Luis Fernández de Córdoba Moscoso y Mariana Ponce de León Montiel, nieta de Rodrigo Ponce de León y de Teresa de Zúñiga, III duques de Arcos.[3]  Caballero de la Orden de Santiago, almirante de la flota de Nueva España y Tierra Firme, general de las galeras de Nápoles, consejero de Guerra.[4]

Se casó en primeras nupcias con Lorenza María Bazán de Figueroa (m. 1705), hija de Juan Bazán Figueroa y Monroy y de Catalina de Solís y Cerón, señores de la Granja, o Torre de la Granja en el término de Jerez de los Caballeros.  Contrajo un segundo matrimonio el 12 de abril de 1692 con Juana de la Cerda Bizuela, que había enviudado dos veces y que falleció en 1693. Tuvieron tres hijas: Mariana, Francisca y Juana. Como la hija primogénita, Mariana, ya había casado con el II marqués de Rianzuela, su padre en su testamento estipuló que el marquesado de la Granja lo heredara su hija Francisca mientras que Mariana ostentaría el señorío de la Granja.
- Francisca Fernández de Córdoba y Bazán (m, Sevilla, 5 de febrero de 1707),[7] II marquesa de la Granja.

Se casó con Luis Ignacio de Castilla y Guzmán, caballero de la Orden de Santiago, hijo de Juan Laurencio de Castilla Godoy y de Isabel de Guzmán y Ponce de León, señores de Cadoso en el término de Carmona. Le sucedió su hijo.
- Juan Laurencio de Castilla y Fernández de Córdoba (n. Sevilla, 1695), III marqués de la Granja, caballero de la Orden de Calatrava y Hermano Mayor de la Real Maestranza de Caballería de Sevilla.[8]

Se casó en la parroquia del Salvador en Sevilla el 26 de junio de 1718 con Leonor Jerónima Páez Cansino de Guzmán y Lasso de la Vega.  Le sucedió su hijo.
- Antonio Castilla y Páez Cansino (n. Sevilla, 17 de junio de 1719), IV marqués de la Granja, caballero de Sangiago y señor de Cadoso.[7]

Se casó con Constanza Valenzuela Zayas de Aguilar. Le sucedió su hijo.
- Juan María Castilla y Valenzuela (n. Sevilla, 24 de septiembre de 1747), V marqués de la Granja.

Se casó con Manuela Luisa Tous de Monsalve y Fernández de Velasco, IV marquesa de Caltojar, condesa de Benagiar y de Valdeosera, hija de Diego Tous de Monsalve, conde de Benagiar y marqués de Valdeosera. Le sucedió su nieta, hija de Antonio María de Castilla y Tous de Monsalve (m. 1800), que falleció con 27 años víctima de la peste que azotó Sevilla, casado con su prima Ramona de Quevedo y Solís, que falleció ocho días después de la muerte de su esposo. Ostentó el título de VI marqués de Valdeosera pero no el de la Granja, aunque así lo cuentan en la sucesión del título.
- Manuela Luisa de Castilla y Quevedo (m. 1827),[11][12] VII marquesa de la Granja.

Se casó con Tulio O'Neill y O'Keeff y Tyrone (ca. 1785-1855), marqués del Norte. Le sucedió su hijo.
- Juan Antonio O’Neill de Castilla (m. 1877),[12][11] VIII marqués de la Granja, sucedió en este título el 20 de noviembre de 1847, juntamente con los de marqués de Caltojar, conde de Benagiar y marqués de Valdeosera.[2]

Contrajo matrimonio en 1865 con Luisa de Salamanca y Negrete (m. 1898), hija de los condes de Campo Alange, Grande de España. Le sucedió su hijo.
- Tulio O’Neill y Salamanca (m. Sevilla, 5 de abril de 1914),[12] IX marqués de la Granja desde el 12 de abril de 1881, marqués de Caltojar, de Valdeosera, conde de Benagiar, maestrante de Sevilla y diputado a Cortes.[14]

Se casó con María del Carmen Larios y Zabala, hija del marqués de San Lorenzo de Valle Umbroso. Sucedió su hijo.
- Tulio O’Neill y Larios (m. 1938),[12] X marqués de la Granja.

Casado con Ángeles Castrillo Sanjuan (m. 1988), marquesa de Villaverde de San Isidro. Sucedió su hijo:
- Marcos O’Neill y Castrillo (m. 1974),[12] XI marqués de la Granja desde 1954, marqués de Caltojar,[15] caballero maestrante de la Real de Sevilla.[2]

Se casó con María de los Ángeles Castrillo Sanjuán. Le sucedió su hermano.
- Carlos O’Neill Castrillo, XII marqués de la Granja[16] y XII conde de Benagiar.[12]

Se casó con María Orueta Gaytán de Ayala. Le sucedió su hijo.
- Carlos O’Neill Orueta, XIII marqués de la Granja[17] y marqués del Norte.[18]